# Algirdas Šemeta
Algirdas Šemeta (Vilnius, 23 aprile 1962) è un politico lituano, commissario europeo per la fiscalità e l'unione doganale, l'audit e la lotta antifrode nella Commissione Barroso II dal 2010 al 2014.
Algirdas Šemeta si è laureato nel 1985 come economista-matematico alla Facoltà di economia e finanza dell'università di Vilnius. Prima di essere nominato commissario europeo, è stato ministro delle finanze della Lituania dal 1997 al 1999 e dal dicembre 2008 al giugno 2009.
Šemeta fa parte del Partito popolare europeo.